# Мельник, Вадим Васильевич
Вади́м Васи́льевич Ме́льник (укр. Вадим Васильович Мельник; род. 16 мая 1980, Немовичи, Ровенская область) — украинский футболист и тренер. В составе донецкого «Металлурга» становился бронзовым призёром чемпионата Украины 2004/05. С 2012 по 2018 годы был капитаном «Десны», с которой прошёл путь от Второй лиги к Премьер-лиге.

## Биография
Сначала играл за свою родную команду «Сокол» с. Немовичи. Начал профессиональную карьеру в клубе «Верес» (Ровно), за который сыграл 36 матчей и забил 2 гола. В команде вместе с ним играл Александр Рябоконь, который после завершения карьеры футболиста получил должность тренера в бориспольском «Борисфене». В начале 1999 года Мельник по приглашению Рябоконя перешёл в эту команду. В сезоне 2002/03 вместе с «Борисфеном» стал серебряным призёром Первой лиги Украины и вышел в Высшую лигу. В Высшей лиге Украины дебютировал 12 июля 2003 года в матче против днепропетровского «Днепра» (0:2). Всего за «Борисфен» отыграл 7 сезонов, провёл 184 матча и забил 33 гола.
Весной 2005 года подписал трёхлетний контракт с донецким «Металлургом», который возглавлял нидерландский тренер Ко Адриансе. Его переход в «Металлург» состоялся из-за того, что «Борисфен» не предоставили ему жилье. В команде вместе с ним выступал будущий игрок «Барселоны» и «Манчестер Сити» Яя Туре. В сезоне 2004/05 в составе «Металлурга» выиграл бронзовую медаль чемпионата Украины. 15 сентября 2005 года дебютировал в Кубке УЕФА, выйдя замену в выездном матче против греческого «ПАОК» (1:1). В конце августа 2005 года был отдан в аренду в симферопольскую «Таврию». После снова играл за «Металлург». С 2008 года по 2010 год выступал за мариупольский «Ильичёвец», в команде нередко играл в качестве капитана. В 2011 году перешёл в команду Первой лиги «Буковина» (Черновцы).
С 2012 года — капитан черниговской «Десны», в которую его пригласил главный тренер Александр Рябоконь. Со времени прихода в команду является её лидером. В первом сезоне с участием Мельника «Десна» стал победителем Второй лиги, в двух следующих — занимала 5-е место в Первой лиге. В декабре 2014 года сайтом football.ua включён в символическую сборную полугодия в Первой лиге на позиции центрального защитника. В сезоне 2016/17 вместе с командой стал серебряным призёром Первой лиги. Был одним из лучших в составе «Десны», помимо выполнения своих основных обязанностей в защите также отличился у ворот соперников, забив 6 мячей. Сайтом Sportarena.com включался в символические сборные первой части чемпионата и всего сезона.

## Достижения
«Борисфен»
- Серебряный призёр Первой лиги Украины: 2002/03
- Победитель Второй лиги Украины: 1999/00
- Обладатель Кубка Второй лиги Украины: 1999/00
- Серебряный призёр Второй лиги Украины: 1998/99

«Металлург» Донецк
- Бронзовый призёр чемпионата Украины: 2004/05

«Ильичёвец»
- Победитель Первой лиги Украины: 2007/08

«Десна»
- Серебряный призёр Первой лиги: 2016/17
- Бронзовый призёр Первой лиги: 2017/18
- Победитель Второй лиги Украины: 2012/13

## Статистика выступлений
(откорректировано по состоянию на 2 июня 2018 года)
| Клуб               | Сезон            | Лига | Лига | Кубок | Кубок | Еврокубки | Еврокубки | Прочие | Прочие | Итого | Итого |
| Клуб               | Сезон            | Игры | Голы | Игры  | Голы  | Игры      | Голы      | Игры   | Голы   | Игры  | Голы  |
| ------------------ | ---------------- | ---- | ---- | ----- | ----- | --------- | --------- | ------ | ------ | ----- | ----- |
| Верес              | 1997/98          | 23   | 1    | 1     | 0     | —         | —         | —      | —      | 24    | 1     |
| Верес              | 1998/99          | 13   | 1    | 2     | 0     | —         | —         | —      | —      | 15    | 1     |
| Верес              | Итого            | 36   | 2    | 3     | 0     | —         | —         | —      | —      | 39    | 2     |
| Борисфен           | 1998/99          | 12   | 1    | 0     | 0     | —         | —         | —      | —      | 12    | 1     |
| Борисфен           | 1999/00          | 25   | 11   | 9     | 2     | —         | —         | —      | —      | 34    | 13    |
| Борисфен           | 2000/01          | 33   | 2    | 1     | 0     | —         | —         | —      | —      | 34    | 2     |
| Борисфен           | 2001/02          | 34   | 6    | 4     | 1     | —         | —         | —      | —      | 38    | 7     |
| Борисфен           | 2002/03          | 33   | 6    | 1     | 0     | —         | —         | —      | —      | 34    | 6     |
| Борисфен           | 2003/04          | 28   | 4    | 3     | 1     | —         | —         | —      | —      | 31    | 5     |
| Борисфен           | 2004/05          | 19   | 3    | 2     | 0     | —         | —         | —      | —      | 21    | 3     |
| Борисфен           | Итого            | 184  | 33   | 20    | 4     | —         | —         | —      | —      | 204   | 37    |
| Борисфен-2         | 2002/03          | 1    | 1    | —     | —     | —         | —         | —      | —      | 1     | 1     |
| Борисфен-2         | Итого            | 1    | 1    | —     | —     | —         | —         | —      | —      | 1     | 1     |
| Металлург (Донецк) | 2004/05          | 8    | 0    | 0     | 0     | —         | —         | —      | —      | 8     | 0     |
| Металлург (Донецк) | 2005/06          | 13   | 1    | 0     | 0     | 1         | 0         | —      | —      | 14    | 1     |
| Металлург (Донецк) | Итого            | 21   | 1    | 0     | 0     | 1         | 0         | —      | —      | 22    | 1     |
| Таврия             | 2005/06          | 10   | 1    | 1     | 0     | —         | —         | —      | —      | 11    | 1     |
| Таврия             | Итого            | 10   | 1    | 1     | 0     | —         | —         | —      | —      | 11    | 1     |
| Металлург (Донецк) | 2006/07          | 17   | 0    | 2     | 1     | —         | —         | —      | —      | 19    | 1     |
| Металлург (Донецк) | 2007/08          | 5    | 0    | 4     | 0     | —         | —         | —      | —      | 9     | 0     |
| Металлург (Донецк) | Итого            | 22   | 0    | 6     | 1     | —         | —         | —      | —      | 28    | 1     |
| Ильичёвец          | 2007/08          | 19   | 0    | 0     | 0     | —         | —         | —      | —      | 19    | 0     |
| Ильичёвец          | 2008/09          | 21   | 2    | 1     | 0     | —         | —         | —      | —      | 22    | 2     |
| Ильичёвец          | 2009/10          | 30   | 4    | 1     | 0     | —         | —         | —      | —      | 31    | 4     |
| Ильичёвец          | 2010/11          | 16   | 0    | 0     | 0     | —         | —         | —      | —      | 16    | 0     |
| Ильичёвец          | Итого            | 86   | 6    | 2     | 0     | —         | —         | —      | —      | 88    | 6     |
| Буковина           | 2010/11          | 13   | 2    | 0     | 0     | —         | —         | —      | —      | 13    | 2     |
| Буковина           | 2011/12          | 32   | 2    | 3     | 0     | —         | —         | —      | —      | 35    | 2     |
| Буковина           | Итого            | 45   | 4    | 3     | 0     | —         | —         | —      | —      | 48    | 4     |
| Десна              | 2012/13          | 31   | 3    | 2     | 0     | —         | —         | —      | —      | 33    | 3     |
| Десна              | 2013/14          | 30   | 0    | 3     | 1     | —         | —         | —      | —      | 33    | 1     |
| Десна              | 2014/15          | 28   | 4    | 1     | 0     | —         | —         | —      | —      | 29    | 4     |
| Десна              | 2015/16          | 28   | 0    | 1     | 0     | —         | —         | —      | —      | 29    | 0     |
| Десна              | 2016/17          | 29   | 6    | 3     | 0     | —         | —         | —      | —      | 32    | 6     |
| Десна              | 2017/18          | 28   | 1    | 2     | 0     | —         | —         | 1      | 0      | 31    | 1     |
| Десна              | Итого            | 174  | 14   | 12    | 1     | —         | —         | 1      | 0      | 187   | 15    |
| Всего за карьеру   | Всего за карьеру | 580  | 62   | 47    | 6     | 1         | 0         | 1      | 0      | 629   | 68    |